# Национальный архив Финляндии
Национа́льный архи́в Финля́ндии (фин. Kansallisarkisto, швед. Riksarkivet i Finland, на английском языке используется во мн.числе The National Archives of Finland) — орган государственной власти, до 1994 года Государственный архив, до 2017 года образовывал вместе с семью провинциальными архивами Государственную архивную службу Финляндии. Национальный архив находится в ведении министерства образования и культуры Финляндии.
Основными задачами Национального архива являются руководство документооборотом органов государственного управления, обеспечение хранения аналоговых и электронных архивных документов, принимаемых от органов государственной власти и частных лиц, организаций на постоянное хранение. Только десять процентов документов органов государственной власти принимается в бумажном виде на постоянное хранение. Задачами Национального архива является не только обеспечение сохранности документального культурного наследия и предоставление для изучения исследователям, но и способствование его научно-исследовательскому использованию. Национальный архив участвует в научных разработках и исследованиях в области архивного дела.
Национальный архив является консультативным органом по вопросам геральдики. Он утверждает геральдические символы государства, муниципалитетов и церквей, печати ведомств и, к примеру, на судах и в воинских частях используемые флаги. Библиотека Национального архива является специализированной библиотекой по архивному делу, геральдике и сфагистике.

## Структура
Руководителем Национального архива является генеральный директор, имеющий звание государственного архивариуса. Помощниками генерального директора являются советники и административный директор. В структуру архива входят отдел классификации и хранения документов, научно-справочный отдел, отдел научных исследований и разработок и отдел обеспечения деятельности. 
В Национальном архиве работает 240 человек. Филиалы Национального архива есть в городах Хельсинки, Вааса, Инари (Саамский архив), Йоэнсуу, Миккели, Оулу, Турку, Хямеенлинна и Ювяскюля. Административное управление ведомства осуществляется в г. Хельсинки в главном здании по адресу Рауханкату, д.17. 
Отдел классификации и хранения документов принимает, приобретает и размещает фонды, проверяет их доступность и сохранность. В задачи отдела входит в том числе, размещение архивов органов государственного управления, приобретение частных архивов, оцифровка документов, реставрация и координация работы архивного сектора в Национальной электронной библиотеке. Проще говоря, отдел заботится о том, чтобы документы, находящиеся на постоянном хранении действительно сохранялись.
Научно-справочный отдел занимается предоставлении архивных документов в пользование граждан. В задачи отдела входит, в том числе способствование распространению информации о деятельности государственной архивной службы и документальном культурном наследии. Отдел обеспечивает работу читальных залов и межархивную доставку документов из фондохранилищ, предоставляет услуги по тематическим и социально-правовым запросам, архивной педагогике и библиотечной деятельности.
Отдел научных исследований и разработок содействует сотрудничеству с научными сообществами и отвечает за научно-исследовательскую работу архива. В задачи отдела также входит управление электронным документооборотом в органах государственной власти, отечественное и зарубежное научно-исследовательское и архивное сотрудничество, издательская деятельность, нормотворчество, организация проверок и обучений.
Отдел обеспечения деятельности отвечает за планирование и контроль, оказывает поддержку всем отделам архива. В задачи отдела входит стратегическое планирование деятельности, результативное управление, кадровое и финансовое обеспечение, информационное и техническое обеспечение, юридическое сопровождение и международная деятельность.
С февраля 2012 года структурным подразделением Национального архива Финляндии является Саамский архив (Инари), задачей которого является поддержка и способствование научным исследованиям саамской тематики, а также укрепление и увеличение исторического знания о саамах и саамской культуре.
С января 2017 года вступил в силу закон о Национальном архиве Финляндии(1145/2016), который закрепил существующую архивную систему страны, расширил полномочия Национального архива в отношении электронного документооборота, обработки и принципов хранения документов после принятия на постоянное хранение от органов государственной власти с возможностью уничтожения бумажного носителя, в случае если имеется электронный документ или документ переведен в электронный вид. В отношении электронных реестров, поддерживаемых другими органами государственной власти или учреждениями, либо передаваемых на постоянное хранение в Национальный архив, действуют иные законы и подзаконные акты.

## Помещения

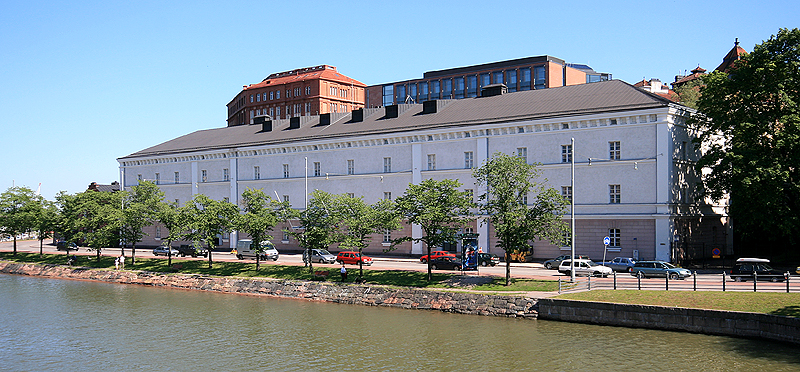
В филиале на Силтавуоренранта располагается центр по оцифровке документов.

В Хельсинки Национальный архив имеет в своем использовании четыре здания и помещения для хранения документов на 128 полкокилометров. Главное здание с двумя читальными залами находится на Рауханкату (Rauhankatu, 17). В филиале на Силтавуоренранта (Siltavuorenranta, 16) обслуживание посетителей не проводится. Основная работа исследователей организована в читальных залах главного здания.

## История

### Историческая справка
Отправной точкой Национального архива стало основание Архива Сената в 1816 году. Первые фонды поступили из Стокгольма, где хранились документы, касающиеся Финляндии, и откуда, согласно условиям мирного договора Фридрихсгамский договор, они должны были перемещены в Финляндию. Вначале архив служил только административным целям. Архив Сената был открыт для посетителей в 1859 году. Название Архива Сената сменилось на Государственный архив в 1869 году, и с 1994 года архив носит название Национальный архив Финляндии.
В 2008 году Военный архив и архив Государственного Совета (Аппарата Правительства) вошли в состав Национального архива.
С 1 января 2017 года изменилась структура государственной архивной службы Финляндии. Основное структурное изменение касается отмены системы провинциальных архивов. Национальный архив Финляндии и семь провинциальных архивов объединяются в единый орган государственного управления — Национальный архив.

### Архивариусы и директора Государственного архива
Название должности государственного архивариуса сменилось на генерального директора Государственной архивной службы в 1992 году. В должность директора всё же до сих пор входит почётное звание государственного архивариуса. Ранее у государственного архивариуса было звание профессора.

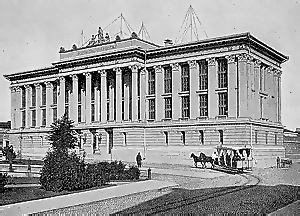
Здание Государственного архива в 1896.

Архивариусами и директорами государственного архива были:
- К. А. Бомассон (1880—1883)
- Рейнхольд Хаусен (1883—1916)
- Лео Хармая (1917)
- Й. В. Руут (1917—1926)
- Каарло Бломстедт (1926—1949)
- Юрьё Нурмио (1949—1967)
- Мартти Керкконен (1967—1970)
- Туомо Полвинен (1970—1974)
- Тойво Палопоски (1974—1987)
- Вейкко Литцен (1987—1996)
- Кари Таркиайнен (1996—2003)
- Юсси Нуортева (2003-2022)
- Пяйви Хаппонен (2022-)

### Периоды истории главного здания национального архива

Viisas hiiri © Jyrki Siukonen

Здание Национального Архива построено в стиле неоклассицизма.
Архив в начале работал в здании Сената (в настоящее время — здание Государственного совета), откуда он переехал в собственное здание на Рауханкату в 1890 году. Впервые во всей Скандинавии и Российской Империи здание было построено именно архивное здание. Архитектором здания стал Густав Нюстрём, на которого оказало влияние построенные несколько десятилетий назад здания библиотеки Британского музея и Национальной библиотеки в Париже. Новшеством в здании были пожаробезопасные конструкции из чугуна и отделённые друг от друга брандмауэрами отсеки, между которыми стояли автоматически закрывающиеся армированные двери. Пожаробезопасность чугунных перегородок позже была поставлена под сомнение, и в 1950-е годы их сменили на бетонные перегородки. Чугунные структуры всё же ещё видны в старом читальном зале архива.
В фасаде главного здания было использовано много стекла, поскольку до 1909 года в здании не было проведено искусственного освещения. Весь свет поступал из окон и проникал через всё здание сквозь чугунные сетки. Во время Войны — продолжения на двор Банка Финляндии упала советская авиабомба, вследствие чего большая часть окон разбилась.
Здание Национального архива расширялось три раза. В 1928 году было готово крыло по улице Снелманнинкату. Работы велись по чертежам Магнуса Шерфбека. В 1950-е годы была раздроблена скала для обеспечения внутрискального хранения документов. Последняя пристройка была завершена в 1972 году. Речь идет о новом читальном зале, фойе, кафетерии Café Hausen и дополнительном крыле для фондохранилища, сделанным по чертежам архитектора Олофа Хансона.
Скульптура "Мудрая мышь" авторства Юрки Сиуконена (Jyrki Siukonen, Viisas hiiri) появилась на ступенях Национального архива в 2000 году. Работа стала результатом одного из 9 проектов серии "Остановись и посмотри", реализованной в рамках Года культуры.

## Фонды

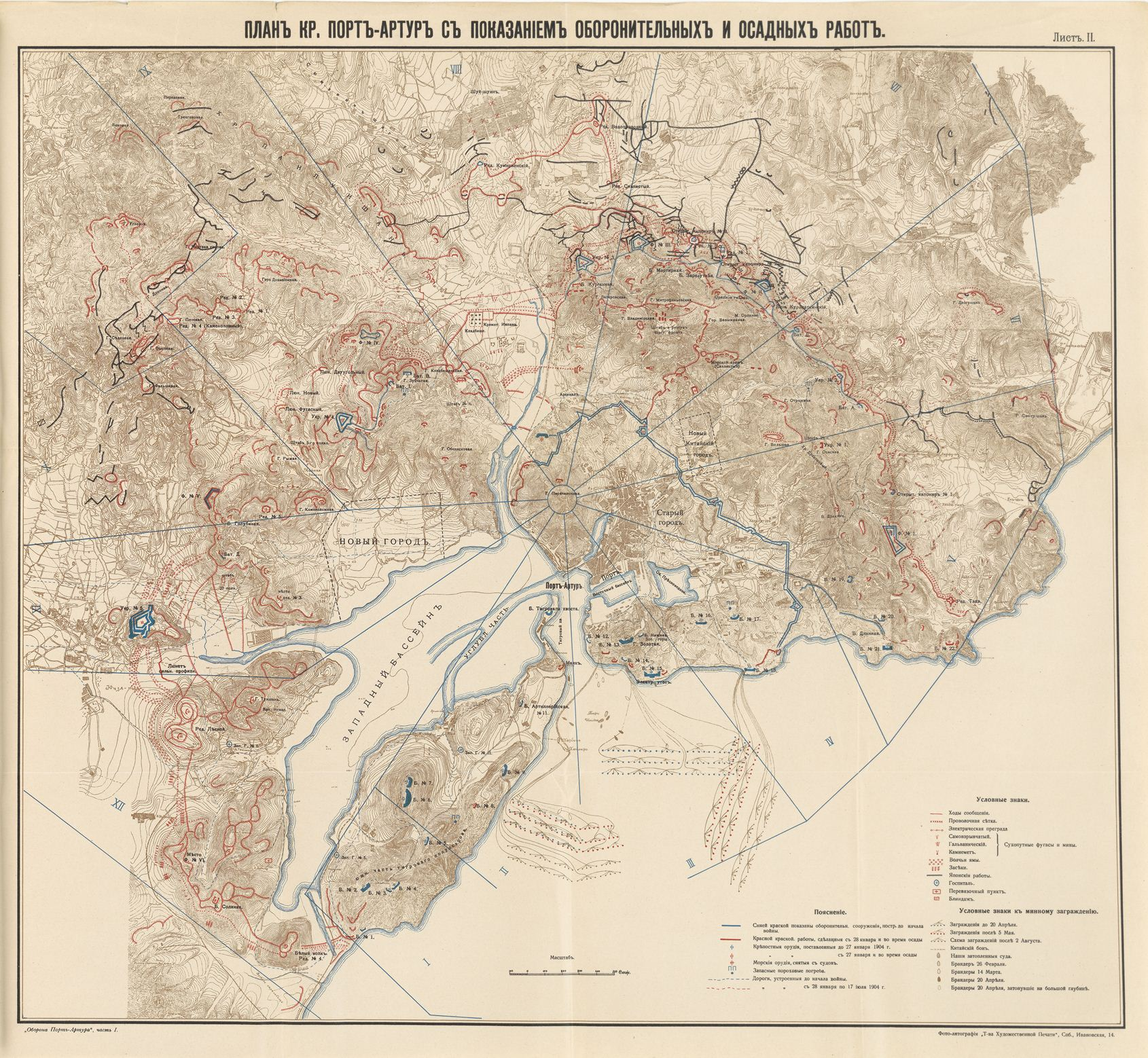
Карта Порт-Артура времён Русско-японской войны.

### Примеры документов, находящихся на хранении в Национальном архиве

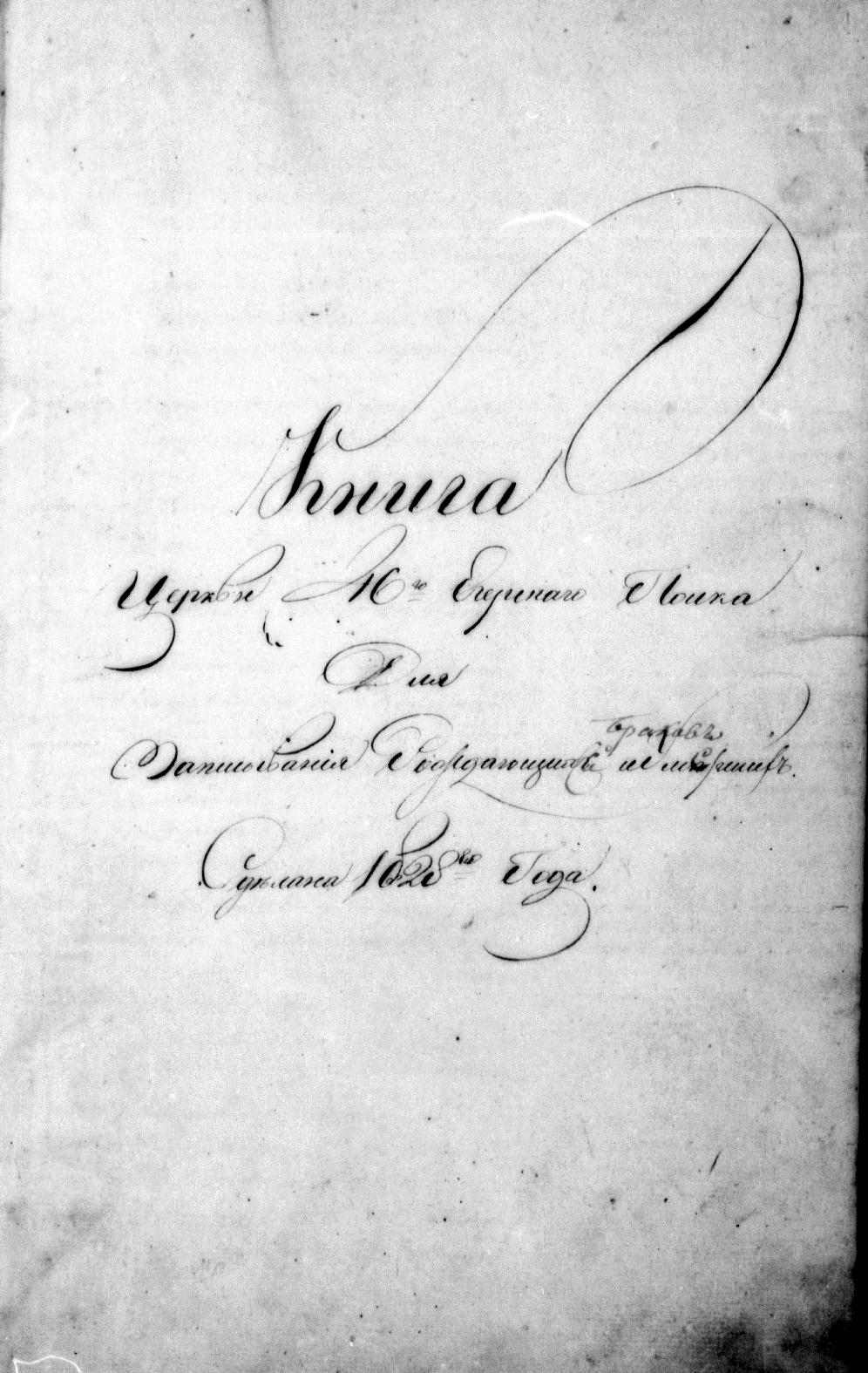
Генеалоги - частые посетители архива. Нажав на изображение можно познакомиться с документом.

Самым ранним документом Национального архива является защитная грамота женщинам Карелии, подписанная шведским королем Биргером и датированная 1316 годом. Этот пергамент является свидетельством того, что король Швеции считал Карелию своей территорией ещё за десять лет до заключения Ореховского мира. Центральными архивными коллекциями времён Шведского господства являются документы фогтов и подушные списки населения, решения судов, фонды приходов и геодезического надзора. Эти документы представляют собой большой комплекс особенно востребованным генеалогами.
Источниками сведений по Финляндии времен автономии (1809—1917 гг.) в первую очередь являются документы финских центральных органов власти, фонды Статс-секретариата Великого княжества Финляндского и канцелярии Финляндского Генерал-губернатора. Архивные фонды финских войск тоже находятся на хранении в Национальном архиве.
Центральными архивными коллекциями начала XX века являются документы по гражданской войне, советско-финской войне 1939—1940 гг. (в финской историографии Зимняя война) и советско-финляндской войне 1941—1944 гг . (т. н. Война-продолжение). Документы по последним войнам занимают примерно 20 полкокилометров.
Национальный архив хранит также личные архивы многих выдающихся лиц. Это, к примеру, архивы всех Президентов Финляндии (кроме архива президента Урхо Кекконена, который находится в Ориматтила), частные фонды композиторов и художников.

### Карты
Коллекция карт датируется с 1600 годов. Карты служили изначально фискальным целям. Наиболее важными картографическими материалами являются, например карты земельных уездов, карты Сената и новейший архив Национальной земельной службы, который содержит более миллиона карт всех уголков Финляндии начиная с XVIII до конца XX столетия.

### Где можно получить информацию о документах, находящихся на хранении в Национальном архиве?
Arkistojen Portti — так называемые ворота в Архивы. Информационно-образовательный портал Портти создан для ознакомления пользователей с источниками архивной информации. Портал содержит описания коллекций архивных документов и предоставляет информацию о том, где и как с этими коллекциями можно ознакомиться.
Наиболее востребованные документы оцифрованы и миллионы страниц дел предоставляются через систему Astia  Оцифрованные документы предлагаются для ознакомления, в том числе на домашнем компьютере. Поисковая система проста в использовании, но работает на финском языке.

### Документы на русском языке, касающиеся истории Финляндии и России в Национальном архиве
Русскоязычные архивные документы, касающиеся истории Великого княжества Финляндского, Российской империи или бывшего Советского Союза и находящиеся на хранении в Национальном архиве, подробно представлены в информационном портале Портти.
Национальный архив Финляндии сотрудничает со многими российскими архивами. В настоящее время в базе архивных данных представлен новый фондообразователь — Русские копийные документы (по-фински Venäläiset kopiokokoelmat).
Оцифрованные копии архивных документов, полученные Национальным архивом из российских архивов, предоставляются пользователям по внутренней сети на компьютерах во всех читальных залах Национального архива Финляндии или на микрофильмах. Данные копии документов не могут тиражированы либо использованы в коммерческих или иных целях. Ограничения по предоставлению и использованию основаны на заключенных договорах с российскими архивами.

### Кто может изучать документы Национального архива?
Национальный архив является публичным и открытым для всех. Специального разрешения для входа в здание архива или работы с документами не требуется. Материалы открыты и предоставляются всем заинтересованным пользователям на безвозмездной основе. Работа с определенными видами документов может предусматривать получение специального разрешения, которое оформляется в читальном зале. К примеру, ограничения могут касаться документов личных архивов, использование которых обуславливается договором при передаче на хранение или плохое физическое состояние документа. Надо отдельно отметить, подлинники оцифрованных документов выдаются в редких случаях. В Электронном архиве содержится более 40 000 000 файлов, и вполне возможно, что разыскиваемый документ можно посмотреть на своем домашнем компьютере.

### Как делается заказ документов?
Прибыв в архив, пользователь выбирает необходимые документы архива с помощью научно-справочного аппарата, архивных описей, каталогов. Заранее с ними можно познакомиться в службе предоставления архивных услуг Astia.
Заказ документов для работы в читальном зале оформляется в электронном виде на компьютерах читального зала или с домашнего компьютера (требуется предварительная регистрация в системе) через общую службу заказов документов, справок и свидетельств Астия. Через эту службу происходит платный заказ на доставку документов из других архивов, подается запрос на работу с документами ограниченного использования и заказ на изготовление копий документов.
Документы, заказанные в читальном зале до 14:30 и находящиеся на хранении в главном здании на Рауханкату, доставляются в тот же день. Документы, хранящиеся в других зданиях (Силтавуоренранта), поступают на следующий будний день. За отдельную плату осуществляется доставка документов из других архивов. Сотрудники читальных залов помогают при необходимости оформить требование на заказ документов. Обслуживание в читальном зале ведется на финском, шведском и английском языках.

### Как правильно давать ссылку на документ Национального архива Финляндии?
В связи с организационными изменениями с начала 2017 года государственная архивная служба Финляндии меняет название на Национальный архив Финляндии. Провинциальные архивы становятся частью новой государственной структуры. Для правильного оформления ссылки на источник необходимо указывать местом хранения документа Национальный архив Финляндии — Kansallisarkisto, и за ним по порядку сведения фонда и документа.
Пример:
Раньше ссылка на документ из провинциального архива Миккели (аббревиатура MMA) давалась следующим образом: MMA, Lappeenrannan piirilääkäri DA:12, Lääkintöhallitukselle, vastaus kiertokirjeeseen 327. С 2017 года местом хранения документа следует указывать Национальный архив Финляндии (аббревиатура на финском языке KA, на русском языке НАФ): KA, Lappeenrannan piirilääkäri DA:12, Lääkintöhallitukselle, vastaus kiertokirjeeseen 327.

## Библиотека Национального архива

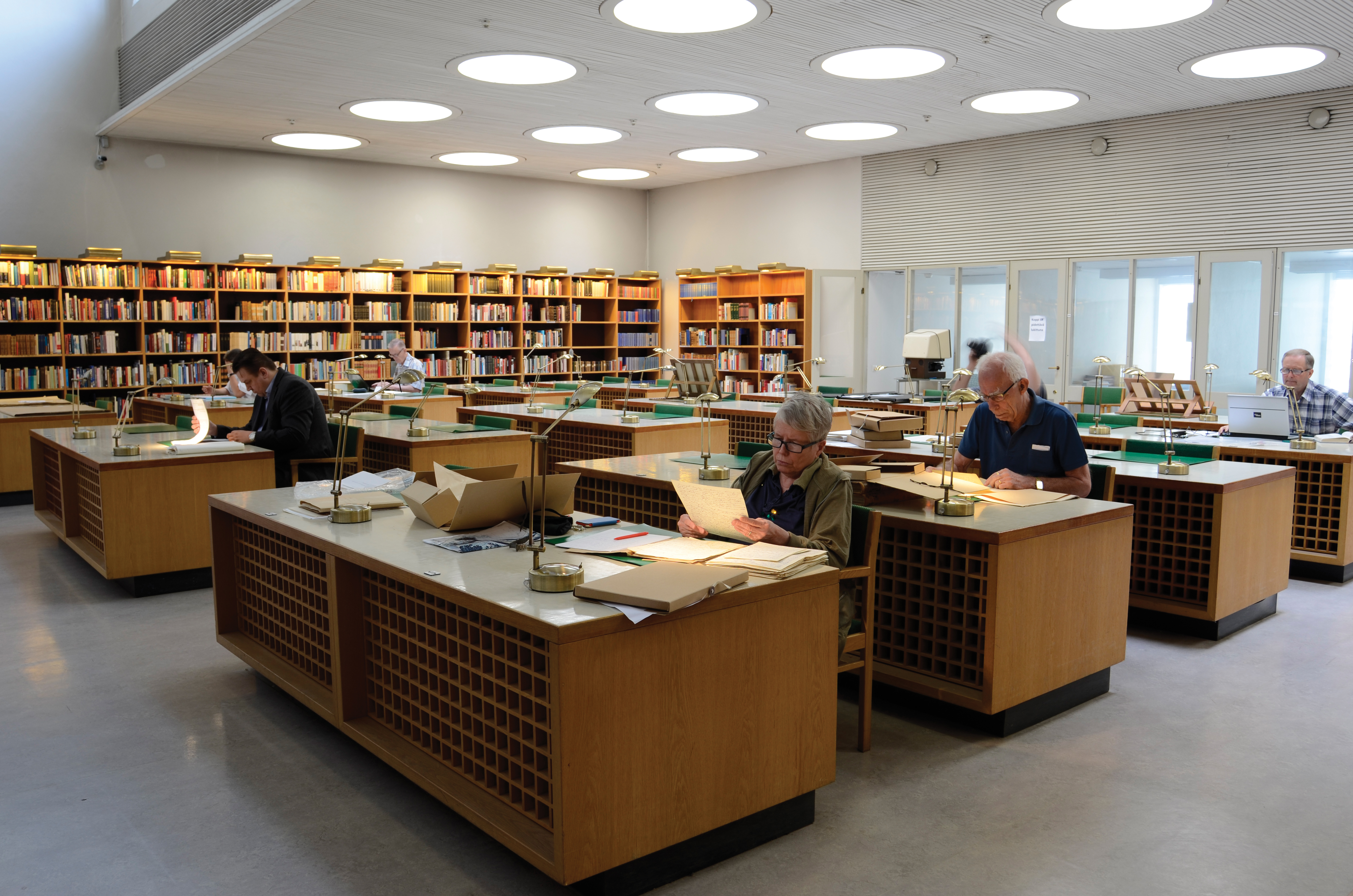
Читальный зал в здании Национального архива Финляндии на Рауханкату 17 в Хельсинки

Библиотека Национального архива является научно-специализированной общегосударственной библиотекой по архивному делу, дипломатике, геральдике и сфрагистике. В фондах библиотеки содержится значительная коллекция научной литературы, оказывающая поддержку фундаментальным исследованиям, в том числе по истории Финляндии.
Библиотека Национального архива предоставляет необходимую литературу по исследованиям в сфере архивного дела и источниковедения, выполняет функции по удовлетворению информационных потребностей различных групп пользователей архивной службы. Библиотека отвечает за обеспечение необходимой литературой и иными информационными материалами в Национальном архиве, так и в научно-справочном обслуживании. Библиотека Национального архива является единственной в своей области научно-специализированной библиотекой в единой национальной библиотечной сети Финляндии.
Фонд библиотеки Национального архива насчитывает около 334 тыс. единиц хранения отечественной и зарубежной литературы, а также 200 наименований отечественных и иностранных периодических изданий. Наряду с разнообразной литературой по архивному делу, научными материалами и сборниками документов по истории Финляндии и зарубежных стран, в течение многих десятилетий фонд библиотеки пополнялся книгами по геральдике и сфрагистике. Помимо научно-справочных, источниковедческих и официальных публикаций в библиотеке имеется литература по истории, юриспруденции, государственному управлению и обществоведению Финляндии и соседних стран, литература по краеведению, генеалогии, а также серии биографических изданий. Библиотека располагает коллекцией книг на русском языке, содержащую, главным образом, литературу по архивному делу, геральдике и истории России. В библиотеке имеется значительная с позиции исторических исследований коллекция печатных книг, изданных до 1850 года.

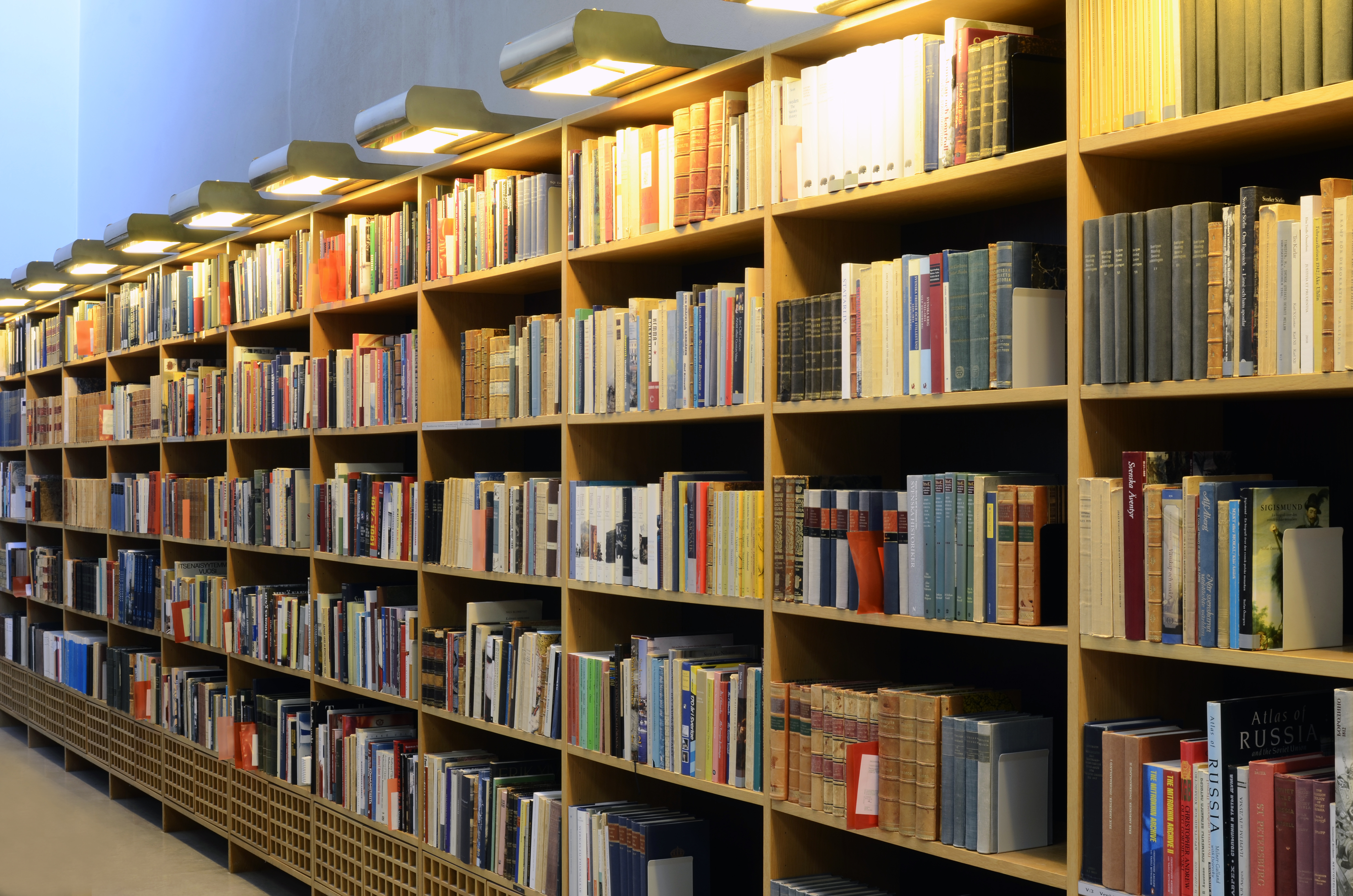
В открытом фонде библиотеки Национального архива Финляндии на Рауханкату 17 в Хельсинки

Фонды библиотеки в первую очередь комплектуются отечественной и зарубежной литературой по архивному делу, делопроизводству и работе с архивами. Исходя из возможностей, в фонды библиотеки приобретается литература по исследованиям истории Финляндии. Значительная часть литературы по генеалогии и топографии поступает в фонд на безвозмездной основе.
Сведения на отечественные и зарубежные материалы библиотечного фонда Национального архива доступны в единой поисковой системе библиотек и архивов Finna, поддерживаемой Национальной библиотекой Финляндии. Доступ в каталог возможен с любого компьютера, подключенного к интернету. В настоящее время доступны библиографические данные на все виды литературы из открытого фонда библиотеки Национального архива, а также на большую часть отечественных и зарубежных периодических изданий. Частично в каталог внесены данные на материалы из закрытого фонда.
Материалы из фондов библиотеки не выдаются на дом и не пересылаются по межбиблиотечному абонементу. Литература из закрытого фонда библиотеки предоставляется в пользование в читальный зал по письменному требованию. Пользователи могут заказать копии с отдельных страниц книг. По вопросам копирования необходимо обратиться к дежурному сотруднику читального зала.

## Другие услуги

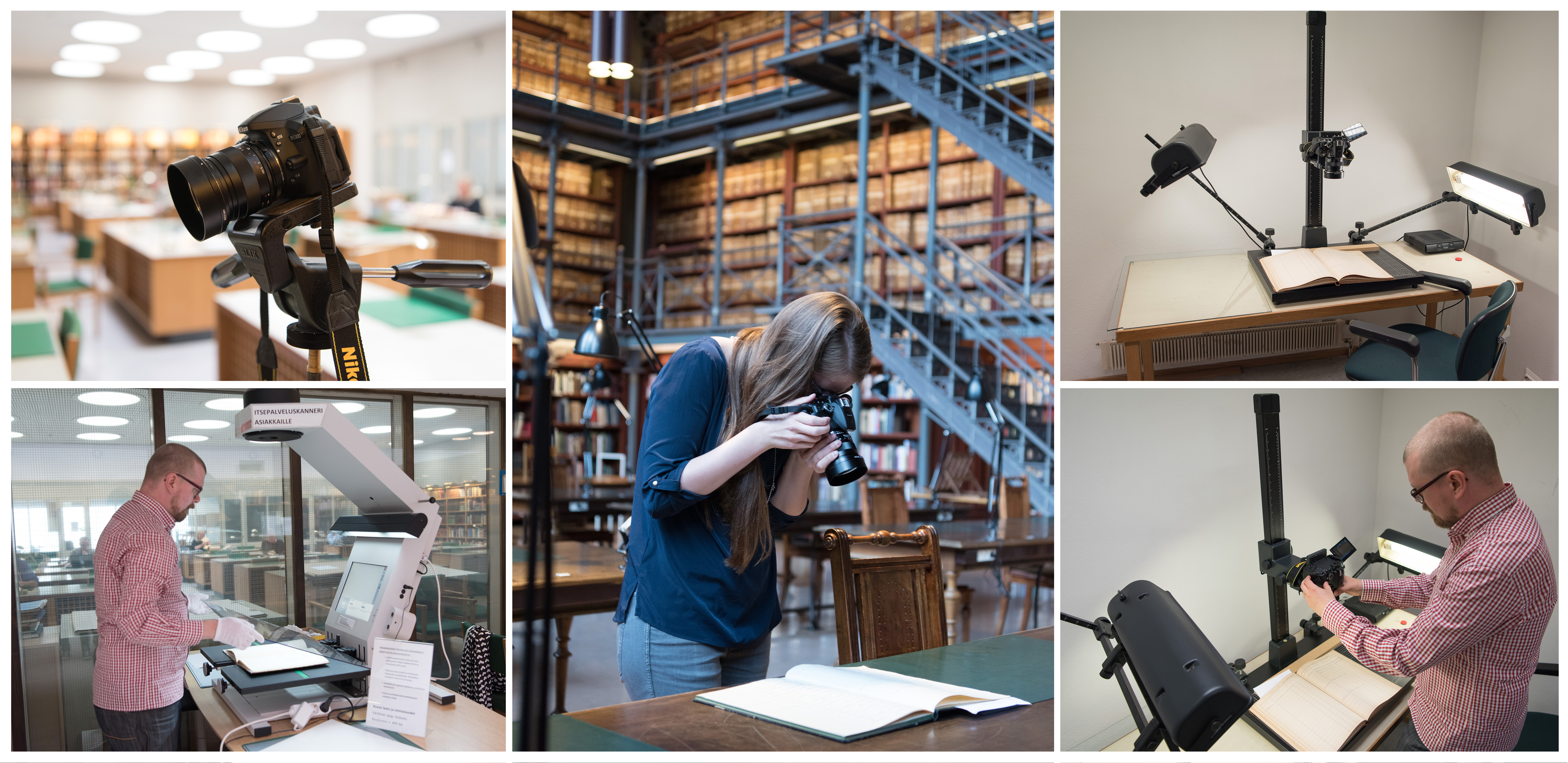
В читальных залах Национального архива возможно самостоятельное фотографирование и сканирование документов.

Запросы Национальный архив осуществляет услуги по выполнению тематических запросов, предоставлению копий архивных документов. Основная часть запросов выполняется на платной основе. Архив не занимается генеалогическими исследованиями. При составлении запроса о частном лице, необходимо указать собственные данные, имя, фамилию и дату рождения искомого лица, а также по возможности любую информацию, способствующую выявлению данных. Запрос можно отправить на финском, шведском, английском и русском языках по почте на почтовый адрес Национального архива или по электронной почте kirjaamo[@]kansallisarkisto.fi.
Экскурсии Для групп организуются ознакомительные экскурсии по архиву. Экскурсии проводятся на финском, шведском и английском языках. Экскурсия проводится бесплатно, если организуется в часы работы Национального архива. В дни работы выставки вход в выставочный зал свободный. 
Фотографирование и сканирование В читальных залах Национального архива Финляндии пользователям предоставляется возможность для самостоятельного фотографирования документов, как за рабочим столом любого читального зала, так и в отведенном для фотографирования помещении читального зала со столом, имеющего крепления с боковыми световыми лампами. Фотографирование проводится своим аппаратом, но без вспышки.
Также пользователи могут самостоятельно оцифровать необходимые документы на сканере, находящемся в зоне обслуживания посетителей сотрудниками научно-справочного отдела. Для подготовки к сканированию документов имеются перчатки, информация по качеству цифровых копий, а также краткое руководство по сканированию с сохранением на флешкарту.
О намерении фотографировать материалы надо сообщать сотрудникам  читального зала, которые проверят документы на наличие возможных ограничений по использованию, т.е. законодательство Финляндии об открытости в деятельности органов государственной власти (Закон 621/99) и о персональных данных (Закон 523/99).

## Публикации
Национальный архив Финляндии публикует в печатном виде, цифровом формате или в виде электронного издания результаты собственных научно-исследовательских проектов, исследований в области архивного дела, а также исследований в области отечественной истории. Национальный архив ведет сотрудничество с другими организациями в издательской деятельности, а также выпускает сборники научных статей и документов, монографии и иные издания. Со списком публикаций и их электронными версиями можно познакомиться на сайте Национального архива Финляндии.
С 2009 по 2020 год Национальный архив выпускал журнал «Akti» (Дело). Все выпуски журнала доступны для чтения в электронном виде. Его целевой аудиторией являются как специалисты архивного дела, так и все заинтересованные лица.

## Другие источники

### Общая информация
- Сайт Национального архива Финляндии
- Канал Национального Архива в Ютуб (ViisasHiiri)
- Национальный архив Финляндии в Фейсбуке
- журнал «АКТИ»

- Контактные данные и время работы

### Базы данных и интернет-ресурсы, поддерживаемые Национальным архивом
- Сервис ASTIA. Электронная служба для просмотра документов в электронном виде, заказа дел в читальные залы, оформления доступа к документам ограниченного допуска (käyttörajoitus, näyttörajoitus), заказа справок, копий документов и отправки тематических запросов. Использование с домашнего компьютера предусматривает подтверждение личности через банковские реквизиты.

- Ворота в Архивные фонды «Arkistojen Portti». Информация об архивных коллекциях. Русскоязычная версия представляет подробную информацию о документах по истории Российской Империи и России в фондах архива.

- Diplomatarium Fennicum. Обновленная база данных по средневековым документальным источникам Финляндии. Бета-версия запущена 01.10.2016 г.

- Еуропеана Геральдика. База данных по геральдике Северных стран на 14 языках. Контекстный поиск.

- Karjala-tietokanta. База данных содержит метрические книги территории т. н. отчужденной Карелии. Датировка документов начиная с 1600-х гг.

- Библиотечный фонд Национального архива Финляндии в общегосударственной поисковой системе музеев, библиотеки  архивов Финляндии "FINNA".

- SOTASURMASAMPO 1914-1922 - портал, посвященный военным событиям на территории Финляндии в 1914-1922 гг. Расширенная и обновленная база данных Военные потери  в Финляндии с 1914 по 1922 гг. была открыта в 2019 году и основывается на базе данных, созданной в 2002 году в рамках одноименного проекта, реализованного в начале XX-в. по заказу Аппарата Правительства Финляндии. На финском и английском языках.

- Судьбы военнопленных и интернированных в Финляндии 1939—1955 гг. на русском, финском, шведском, немецком и английском языках.

- Venäläiset tietokannat -wiki. Гид по документам, касающихся истории Финляндии в российских архивах, документам, полученным Национальным архивом Финляндии и архивному сотрудничеству. В 2023-2024 г.г. сведения данного ресурса будут перенесены на русском и финском языках в информационный портал Portti.

- Свеаборг - крепость трех государств Сайт двойной выставки «СВЕАБОРГ – крепость трех государств», организованной в Национальном архиве в г.Хельсинки и Морском музее Свеаборга в период с 12.05.2021 г. – 30.09.2022 г. На русском, финском, шведском и английском языках.

- Судьбы финнов в России после Октябрьской революции 1917 года - научно-исследовательский проект Национального архива Финляндии, реализуемый с 1.9.2020 по 31.12.2025 г. по заказу Аппарата Правительства Финляндии.

- Интернет-портал «NOVGOROD-FINLAND» — совместный портал Национального архива Финляндии и Государственного архива Новгородской области дает возможность поиска и разностороннего использования оцифрованных документов по новгородско-финским связям в научных исследованиях, в работе генеалогов и исследователей-любителей. Техническое обслуживание веб-сайта прекращается летом 2023 года. В дальнейшем содержание портала будет доступно на русском и финском языках в информационном сервисе Национального архива Финляндии Arkistojen Portti.
- Интернет-портал «DOCUMENTA CARELICA» — совместный портал Национального архива Финляндии и Национального архива Республики Карелия, расширяющий возможности знакомства и использования архивных документов, касающихся истории Карелии.Техническое обслуживание веб-сайта прекращается летом 2023 года. В дальнейшем содержание портала будет доступно на русском и финском языках в информационном сервисе Национального архива Финляндии Arkistojen Portti.

- SOTASAMPO («Мельница войны») - ресурс, объединяющий открытые данные различных баз данных и приложений по участию финнов в событиях Второй мировой войны. Через ресурс можно искать и визуализировать обширные материалы (различные именные списки, оцифрованные журналы боевых действий, газеты), в том числе по событиям советско-финляндских войн 1939–1940 гг. и 1941-1944 гг., Лапландской войне. В настоящее время ресурс состоит из 9 основных разделов: «События», «Персоналии», «Войсковые части», «Места», «Народ воевал», «Павшие», «Фотографии», «Братские могилы», «Финские военнопленные» (одним из источников последнего раздела стали копии документов, полученные Национальным архивом из Российского государственного военного архива). Благодаря геолокации легче представить картину боевых действий.

## Об организации архивного дела в Национальном архиве Финляндии
"Обзор: Национальный архив Финляндии. Библиотека." Тексты: Хаппонен П., Вартиала А., Нуйкка М., Лайхо С. Новгородский архивный вестник №13 / 2016. стр. 256-263.
"Обзор: Национальный архив Финляндии. Оцифровка в Национальном архиве Финляндии. Научно-справочное обслуживание". Тексты: Хаппонен П., Кечкемети И., Этелявуори Р.; Линнолахти Я. Пер.: Вартиала А. Новгородский архивный вестник №14 / 2017. стр. 163-175.
Обзорные статьи об организации архивного дела в Финляндии. Тексты: «Архивы и big data» Хаппонен П.; "Средневековые документы Финляндии в сети через онлайн-сервис «Diplomatarium Fennicum». Текст: Эскола С., пер. Мандров Д.В.; "Геральдические задачи в деятельности Национального архива Финляндии" Текст: Стрёмберг Й., пер. Вартиала А. Новгородский архивный вестник №15 / 2019.
"Электронные документы в Национальном архиве Финляндии: прием, хранение, оцифровка, доступ" Статья Хаппонен П., Фролов Д., Оваска В.-М., Меренмиес М. Пер. Вартиала А. Отечественные архивы № 4 (2019 г.). стр. 30-35.